# Merianina longipilis
Merianina longipilis är en tvåvingeart som först beskrevs av Franz Lengersdorf 1930.  Merianina longipilis ingår i släktet Merianina och familjen sorgmyggor. Inga underarter finns listade i Catalogue of Life.